# Baldassarre Boncompagni
El príncep Baldassarre Boncompagni-Ludovisi (Roma, 10 de maig de 1821 - Roma, 13 d'abril de 1894), va ser un historiador de les matemàtiques i aristòcrata italià.

## Biografia
Baldassarre Boncompagni va nàixer a Roma al si d'una antiga i rica família noble de la capital italiana, els Ludovisi-Boncompagni. Era el segon fill del príncep Luigi Boncompagni Ludovisi i de la princesa Maria Maddalena Odescalchi. Estudià amb el matemàtic Barnabas Dotterel i l'astrònom Ignazio Calandrelli, i arran d'aquell ensenyament desenvolupà un interès considerable per la història de la ciència.
El 1847, el Papa Pius IX el feu membre de l'Acadèmia dels Lincei. Entre 1850 i 1862 va elaborar diversos estudis sobre els matemàtics de l'edat mitjana i el 1868 va fundar el Bollettino di bibliografia e di storia delle scienze matematiche e fisiche. Després de l'annexió dels estats papals i integració ulterior a dintre del Regne d'Itàlia (1870), va rebutjar tota mena de participació en la nova Acadèmia dels Lincei, i tampoc no acceptà que fos anomenat Senador del Regne com li ho proposava Quintino Sella. Amb tot, va prosseguir com a membre de moltes acadèmies italianes i estrangeres. Prengué com a secretari Enrico Narducci, i també l'ajudà professionalment, abans que aquest esdevingués director de la Biblioteca Alessandrina.
Boncompagni va publicar el Bullettino di bibliografia e di storia delle scienze matematiche e fisiche ("Butlletí de bibliografia i història de les ciències matemàtiques i físiques") (1868-1887), la primera revista italiana dedicada íntegrament a la història de les matemàtiques. Es feia càrrec de tots els articles que la revista editava. També va enllestir i publicar la primera edició moderna del Liber Abaci de Fibonacci.

## Obres
- Recherches sur les integrales définies. Journal für die reine und angewandte Mathematik, 1843, XXV, pàg. 74-96.
- Intorno ad alcuni avanzamenti della fisica in Italia nei secoli XVI e XVII. Giornale arcadico di scienze, lettere ed arti, 1846, CIX, pàg. 3-48 Google Llibres
- Della vita e delle opere di Guido Bonatti, astrologo e astronomo del secolo decimoterzo. Roma, 1851
- Delle versioni fatte da Platone Tiburtino, traduttore del secolo duodecimo. Atti dell'Accademia Pontificia dei Nuovi Lincei, 1850-51, IV, pàg. 247-286.
- Della vita e delle opere di Gherardo Cremonese, traduttore del secolo decimosecondo, e di Gherardo da Sabbioneta, astronomo del secolo decimoterzo. Atti dell'Accademia Pontificia dei Nuovi Lincei, 1850-51, IV, pàg. 387-493.
- Della vita e delle opere di Leonardo Pisano, matematico del secolo decimoterzo. Atti dell'Accademia Pontificia dei Nuovi lincei, 1851-52, V, pàg. 208-245.
- Intorno ad alcune opere di Leonardo Pisano (Roma : tipografia delle belle arti, 1854)
- Opuscoli di Leonardo Pisano, pubblicati da Baldassarre Boncompagni secondo la lezione di un codice della Biblioteca Ambrosiana di Milano, Firenze, 1856
- Trattati d'aritmetica pubblicati da Baldassarre Boncompagni, I, Algoritmi de numero Indorum; II, Ioannis Hispalensis liber Algoritmi de practica arismetice. Roma, 1857
- Scritti di Leonardo Pisano, matematico, pubblicati da Baldassarre Boncompagni. 2 voll., Roma, 1857-62
- Bullettino di bibliografia e di storia delle scienze matematiche e fisiche. Tomi I-XX, Roma, 1868-1887